# Franklin Kameny

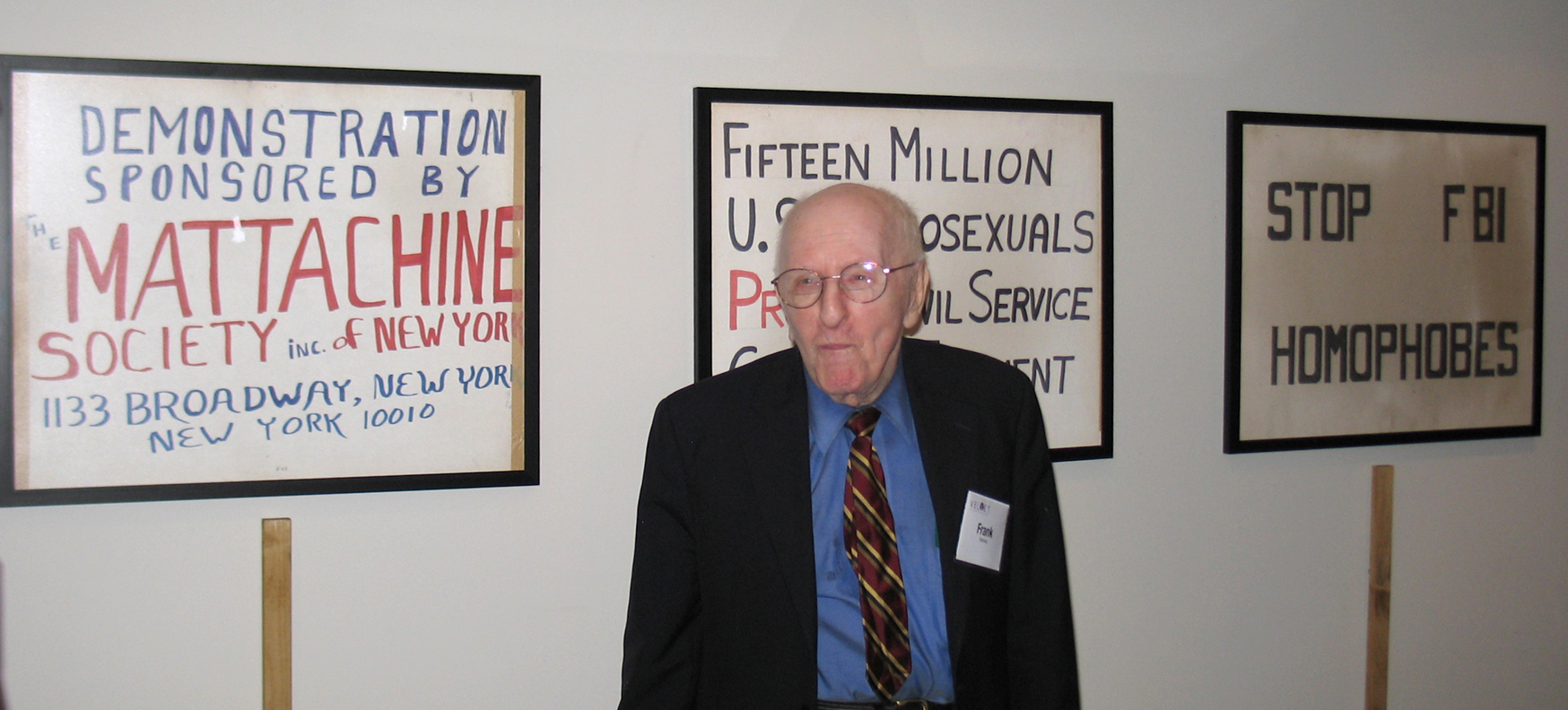
Franklin Kameny (2009)

Franklin E. Kameny (* 21. Mai 1925 in New York City; † 11. Oktober 2011 in Washington, D.C.) war ein US-amerikanischer Astronom und bedeutender LGBT-Aktivist. 

## Leben
Nach seiner Schulausbildung und seinem Dienst als Soldat im Zweiten Weltkrieg studierte Kameny Physik. Er erhielt vom Queens College 1948 einen M.A. und einen Ph.D. in Astronomie von der Harvard University. Nach seinem Studium arbeitete er als Astronom. 1957 wurde Dr. Kameny aus seinem Beruf als Astronom am Army Map Service in Washington aufgrund seiner Homosexualität entlassen. 1961 gründete er gemeinsam mit Jack Nichols die Organisation Mattachine Society in Washington. Mattachine Society wurde zu einem Verein, der bestimmt und unnachgiebig den Kampf um LGBT-Rechte in den Vereinigten Staaten unterstützte.
Kameny wurde von Stokely Carmichaels Slogan Black is Beautiful zum Slogan Gay is Good für die Lesben- und Schwulenbewegung inspiriert. 1963 begann eine Kampagne zur Aufhebung der Strafbarkeit von Homosexualität und zur Abschaffung der Einordnung von Homosexualität als Geisteskrankheit aus dem Katalog der Diagnostic and Statistical Manual of Mental Disorders (DSM). Kameny und Nichols initiierten am 17. April 1965 den ersten öffentlichen Protest von Lesben und Schwulen vor dem Weißen Haus, wo sich eine Menschenkette bildete. Mit Unterstützung der New Yorker Gruppe von Mattachine Society und der Organisation Daughters of Bilitis erreichte die Washingtoner Gruppe von Mattachine Society in den folgenden Jahren die Ausweitung der demonstrierenden Menschenketten am Pentagon, am United States Civil Service Commission und vor der Independence Hall in Philadelphia.
1971 wurde Kameny der erste offen schwule Kandidat für den Kongress der Vereinigten Staaten, als er für den District von Columbia antrat. Kameny und seine LGBT-Mitstreiter starteten die Organisation Gay Activists Alliance, die Lobbyarbeit bei der US-amerikanischen Regierung betrieb. 1973 schließlich gelang auf einer Tagung der American Psychiatric Association die Streichung von Homosexualität aus dem Katalog der Geisteskrankheiten, nachdem der Psychiater John E. Fryer auf der Vorjahresversammlung diesem Bestreben zum Durchbruch verhalf.
Kameny wurde zum ersten schwulen Mitglied des District of Columbia in der Human Rights Commission berufen.
Am 3. Juli 2012 wurde posthum ein Asteroid zu Ehren Kamenys mit seinem Namen benannt: (40463) Frankkameny.
Am 2. Juni 2021 ehrte Google ihn mit einem eigenen Doodle und einem eigenen LGBT-Easter Egg.